# FIS Cup kobiet w skokach narciarskich 2021/2022
FIS Cup kobiet w skokach narciarskich 2021/2022 – dziesiąty w historii sezon cyklu FIS Cup kobiet w skokach narciarskich. Rozpoczął się 3 lipca 2021 w Otepää, a zakończył 27 lutego 2022 w Oberhofie. W ramach cyklu rozegranych zostało 21 konkursów (12 latem i 9 zimą).
Zawody cyklu FIS Cup zainaugurowały międzynarodowy sezon 2021/2022 w skokach narciarskich. Oficjalny kalendarz cyklu został zatwierdzony 1 czerwca 2021 podczas Kongresu FIS przeprowadzonego online.
Zaplanowane na 15-16 lipca 2021 zawody organizowane były przez Chiński Związek Narciarski. Miały one pierwotnie zostać rozegrane w Lahti, jednak zostały przeniesione do Kuopio. W czerwcu kalendarz został poszerzony o dodatkowe zawody na skoczni w Gérardmer. Zaplanowane na 25 sierpnia zawody w Prémanon zostały natomiast odwołane.
W lipcu poinformowano o odwołaniu zaplanowanych na 25-26 września 2021 zawodów w Pjongczangu.
Zaplanowany na 30 stycznia 2022 konkurs w Zakopanem został odwołany z powodu silnego wiatru.

## Kalendarz zawodów
| Lp.                                                             | Data                                                            | Miejscowość                                                     | HS                                                              | Uwagi                                                           | 1. miejsce        | 2. miejsce                | 3. miejsce              |
| --------------------------------------------------------------- | --------------------------------------------------------------- | --------------------------------------------------------------- | --------------------------------------------------------------- | --------------------------------------------------------------- | ----------------- | ------------------------- | ----------------------- |
| 1.                                                              | 3 lipca 2021                                                    | Otepää                                                          | HS-97                                                           | –                                                               | Marija Jakowlewa  | Jenny Rautionaho          | Dong Bing               |
| 2.                                                              | 4 lipca 2021                                                    | Otepää                                                          | HS-97                                                           | [ a ]                                                           | Marija Jakowlewa  | Dong Bing                 | Jenny Rautionaho        |
| 3.                                                              | 15 lipca 2021                                                   | Kuopio                                                          | HS-100                                                          | [ b ]                                                           | Shao Birun        | Julia Mühlbacher          | Hannah Wiegele          |
| 4.                                                              | 16 lipca 2021                                                   | Kuopio                                                          | HS-100                                                          | [ b ]                                                           | Hannah Wiegele    | Julia Mühlbacher          | Dong Bing               |
| —                                                               | 25 sierpnia 2021                                                | Prémanon                                                        | HS-90                                                           | –                                                               | odwołany          | odwołany                  | odwołany                |
| 5.                                                              | 26 sierpnia 2021                                                | Gérardmer                                                       | HS-72                                                           | –                                                               | Joséphine Pagnier | Julia Clair               | Yūka Setō               |
| 6.                                                              | 27 sierpnia 2021                                                | Gérardmer                                                       | HS-72                                                           | –                                                               | Julia Clair       | Yūka Setō                 | Joséphine Pagnier       |
| 7.                                                              | 28 sierpnia 2021                                                | Einsiedeln                                                      | HS-117                                                          | –                                                               | Sina Arnet        | Julia Mühlbacher          | Josephin Laue           |
| 8.                                                              | 29 sierpnia 2021                                                | Einsiedeln                                                      | HS-117                                                          | –                                                               | Sina Arnet        | Julia Mühlbacher          | Josephin Laue           |
| 9.                                                              | 4 września 2021                                                 | Ljubno                                                          | HS-94                                                           | –                                                               | Nika Križnar      | Špela Rogelj              | Jerneja Brecl           |
| 10.                                                             | 5 września 2021                                                 | Ljubno                                                          | HS-94                                                           | –                                                               | Peng Qingyue      | Hannah Wiegele            | Jerneja Repinc Zupančič |
| 11.                                                             | 18 września 2021                                                | Villach                                                         | HS-98                                                           | –                                                               | Nika Prevc        | Lara Malsiner             | Jerneja Repinc Zupančič |
| 12.                                                             | 19 września 2021                                                | Villach                                                         | HS-98                                                           | –                                                               | Lara Malsiner     | Peng Qingyue              | Klára Ulrichová         |
| —                                                               | 25 września 2021                                                | Pjongczang                                                      | HS-109                                                          | –                                                               | odwołany          | odwołany                  | odwołany                |
| —                                                               | 26 września 2021                                                | Pjongczang                                                      | HS-109                                                          | –                                                               | odwołany          | odwołany                  | odwołany                |
| 13.                                                             | 13 listopada 2021                                               | Falun                                                           | HS-100                                                          | –                                                               | Irina Awwakumowa  | Irma Machinia             | Aleksandra Kustowa      |
| 14.                                                             | 14 listopada 2021                                               | Falun                                                           | HS-100                                                          | –                                                               | Irina Awwakumowa  | Aleksandra Kustowa        | Sofja Tichonowa         |
| 15.                                                             | 10 grudnia 2021                                                 | Kandersteg                                                      | HS-106                                                          | –                                                               | Emma Chervet      | Martina Ambrosi           | Ksienija Piskunowa      |
| 16.                                                             | 11 grudnia 2021                                                 | Kandersteg                                                      | HS-106                                                          | –                                                               | Emma Chervet      | Sina Arnet                | Anna-Fay Scharfenberg   |
| 17.                                                             | 29 stycznia 2022                                                | Zakopane                                                        | HS-105                                                          | –                                                               | Sophie Sorschag   | Taja Bodlaj               | Lara Malsiner           |
| —                                                               | 30 stycznia 2022                                                | Zakopane                                                        | HS-105                                                          | –                                                               | odwołany          | odwołany                  | odwołany                |
| 18.                                                             | 19 lutego 2022                                                  | Villach                                                         | HS-98                                                           | –                                                               | Irina Awwakumowa  | Lara Malsiner             | Taja Bodlaj             |
| 19.                                                             | 20 lutego 2022                                                  | Villach                                                         | HS-98                                                           | –                                                               | Irina Awwakumowa  | Nagomi Nakayama           | Irma Machinia           |
| 20.                                                             | 26 lutego 2022                                                  | Oberhof                                                         | HS-100                                                          | –                                                               | Anna Hoffmann     | Sina Arnet Annika Belshaw | —                       |
| 21.                                                             | 27 lutego 2022                                                  | Oberhof                                                         | HS-100                                                          | –                                                               | Anna Twardosz     | Annika Belshaw            | Sina Arnet Paige Jones  |
| FIS Cup w skokach narciarskich 2021/2022 – klasyfikacja końcowa | FIS Cup w skokach narciarskich 2021/2022 – klasyfikacja końcowa | FIS Cup w skokach narciarskich 2021/2022 – klasyfikacja końcowa | FIS Cup w skokach narciarskich 2021/2022 – klasyfikacja końcowa | FIS Cup w skokach narciarskich 2021/2022 – klasyfikacja końcowa | Sina Arnet        | Julia Mühlbacher          | Lara Malsiner           |

## Statystyki indywidualne
| Zawodniczka | Otepää 03.07 | Otepää 04.07 | Kuopio 15.07 | Kuopio 16.07 | Gérardmer 26.08 | Gérardmer 27.08 | Einsiedeln 28.08 | Einsiedeln 29.08 | Ljubno 04.09 | Ljubno 05.09 | Villach 18.09 | Villach 19.09 | Falun 13.11 | Falun 14.11 | Kandersteg 10.12 | Kandersteg 11.12 | Zakopane 29.01 | Villach 19.02 | Villach 20.02 | Oberhof 26.02 | Oberhof 27.02 |         |         |         |         |         |         |         |         |
| Austria | Austria      | Austria      | Austria      | Austria      | Austria         | Austria         | Austria          | Austria          | Austria      | Austria      | Austria       | Austria       | Austria     | Austria     | Austria          | Austria          | Austria        | Austria       | Austria       | Austria       | Austria       | Austria | Austria | Austria | Austria | Austria | Austria | Austria | Austria |
| --- | ------------ | ------------ | ------------ | ------------ | --------------- | --------------- | ---------------- | ---------------- | ------------ | ------------ | ------------- | ------------- | ----------- | ----------- | ---------------- | ---------------- | -------------- | ------------- | ------------- | ------------- | ------------- | ------- | ------- | ------- | ------- | ------- | ------- | ------- | ------- |
| Katharina Ellmauer | –            | –            | dsq          | 11           | –               | –               | –                | –                | 26           | 19           | –             | –             | 15          | 13          | –                | –                | –              | 19            | 14            | –             | –             |         |         |         |         |         |         |         |         |
| Sophie Kothbauer | –            | –            | 26           | 28           | –               | –               | –                | –                | 29           | 25           | 15            | 24            | –           | –           | –                | –                | 20             | 18            | 19            | –             | –             |         |         |         |         |         |         |         |         |
| Clara Mentil | –            | –            | –            | –            | –               | –               | –                | –                | –            | –            | –             | dsq           | –           | –           | –                | –                | –              | –             | –             | –             | –             |         |         |         |         |         |         |         |         |
| Vanessa Moharitsch | –            | –            | 17           | 13           | –               | –               | –                | –                | 31           | 17           | 9             | 13            | 14          | 15          | –                | –                | 15             | 7             | 13            | –             | –             |         |         |         |         |         |         |         |         |
| Julia Mühlbacher | –            | –            | 2            | 2            | –               | –               | 2                | 2                | 11           | 9            | –             | –             | –           | –           | –                | –                | 13             | 12            | 7             | –             | –             |         |         |         |         |         |         |         |         |
| Sahra Schuller | –            | –            | –            | –            | –               | –               | –                | –                | –            | –            | –             | –             | –           | –           | –                | –                | 39             | –             | –             | –             | –             |         |         |         |         |         |         |         |         |
| Sophie Sorschag | –            | –            | –            | –            | –               | –               | –                | –                | –            | –            | –             | –             | –           | –           | –                | –                | 1              | –             | –             | –             | –             |         |         |         |         |         |         |         |         |
| Hannah Wiegele | –            | –            | 3            | 1            | –               | –               | –                | –                | 5            | 2            | –             | –             | –           | –           | –                | –                | 7              | 9             | 10            | –             | –             |         |         |         |         |         |         |         |         |
| Chiny |              |              |              |              |                 |                 |                  |                  |              |              |               |               |             |             |                  |                  |                |               |               |               |               |         |         |         |         |         |         |         |         |
| Dong Bing | 3            | 2            | 5            | 3            | –               | –               | –                | –                | –            | –            | 7             | 11            | –           | –           | –                | –                | –              | –             | –             | –             | –             |         |         |         |         |         |         |         |         |
| Li Qiurong | 12           | 16           | 27           | 30           | –               | –               | 13               | 11               | 23           | 18           | 21            | 27            | –           | –           | –                | –                | –              | –             | –             | –             | –             |         |         |         |         |         |         |         |         |
| Li Xueyao | 6            | 7            | 15           | 8            | –               | –               | –                | –                | –            | –            | –             | –             | –           | –           | –                | –                | –              | –             | –             | –             | –             |         |         |         |         |         |         |         |         |
| Ni Xiaotong | 7            | 8            | 6            | 18           | –               | –               | –                | –                | 34           | 32           | 22            | 23            | –           | –           | –                | –                | –              | –             | –             | –             | –             |         |         |         |         |         |         |         |         |
| Peng Qingyue | 8            | 9            | 7            | 12           | –               | –               | –                | –                | 4            | 1            | 11            | 2             | –           | –           | –                | –                | –              | –             | –             | –             | –             |         |         |         |         |         |         |         |         |
| Shao Birun | 5            | 11           | 1            | 7            | –               | –               | –                | –                | 14           | 23           | 13            | 10            | –           | –           | –                | –                | –              | –             | –             | –             | –             |         |         |         |         |         |         |         |         |
| Wang Liangyao | 4            | 4            | 9            | 6            | –               | –               | –                | –                | –            | –            | 10            | 8             | –           | –           | –                | –                | –              | –             | –             | –             | –             |         |         |         |         |         |         |         |         |
| Zeng Ping | 10           | 6            | 11           | 15           | –               | –               | 16               | 21               | –            | –            | 31            | dns           | –           | –           | –                | –                | –              | –             | –             | –             | –             |         |         |         |         |         |         |         |         |
| Czechy |              |              |              |              |                 |                 |                  |                  |              |              |               |               |             |             |                  |                  |                |               |               |               |               |         |         |         |         |         |         |         |         |
| Jolana Hradilová | –            | –            | –            | –            | –               | –               | –                | –                | –            | –            | –             | –             | –           | –           | –                | –                | 43             | –             | –             | –             | –             |         |         |         |         |         |         |         |         |
| Anežka Indráčková | –            | –            | –            | –            | –               | –               | –                | –                | 28           | 16           | 26            | 26            | –           | –           | –                | –                | –              | –             | –             | –             | –             |         |         |         |         |         |         |         |         |
| Karolína Indráčková | –            | –            | –            | –            | –               | –               | –                | –                | –            | –            | 8             | 29            | –           | –           | –                | –                | –              | –             | –             | –             | –             |         |         |         |         |         |         |         |         |
| Veronika Jenčová | –            | –            | –            | –            | –               | –               | –                | –                | 15           | 5            | 18            | 28            | –           | –           | –                | –                | –              | –             | –             | –             | –             |         |         |         |         |         |         |         |         |
| Štěpánka Ptáčková | –            | –            | –            | –            | –               | –               | –                | –                | –            | –            | –             | –             | –           | –           | –                | –                | 37             | –             | –             | –             | –             |         |         |         |         |         |         |         |         |
| Klára Ulrichová | –            | –            | –            | –            | –               | –               | –                | –                | –            | –            | 4             | 3             | –           | –           | –                | –                | –              | –             | –             | –             | –             |         |         |         |         |         |         |         |         |
| Estonia |              |              |              |              |                 |                 |                  |                  |              |              |               |               |             |             |                  |                  |                |               |               |               |               |         |         |         |         |         |         |         |         |
| Annemarii Bendi | 21           | dns          | 33           | 32           | –               | –               | –                | –                | –            | –            | –             | –             | –           | –           | –                | –                | 36             | –             | –             | –             | –             |         |         |         |         |         |         |         |         |
| Finlandia |              |              |              |              |                 |                 |                  |                  |              |              |               |               |             |             |                  |                  |                |               |               |               |               |         |         |         |         |         |         |         |         |
| Susanna Forsström | –            | –            | 10           | 4            | –               | –               | –                | –                | –            | –            | –             | –             | –           | –           | –                | –                | –              | –             | –             | –             | –             |         |         |         |         |         |         |         |         |
| Julia Kykkänen | –            | –            | –            | –            | –               | –               | –                | –                | –            | –            | –             | –             | 9           | 4           | –                | –                | –              | –             | –             | –             | –             |         |         |         |         |         |         |         |         |
| Sofia Mattila | –            | –            | 28           | 26           | –               | –               | –                | –                | –            | –            | –             | –             | –           | –           | –                | –                | –              | –             | –             | –             | –             |         |         |         |         |         |         |         |         |
| Jenny Rautionaho | 2            | 3            | –            | –            | –               | –               | –                | –                | –            | –            | –             | –             | –           | –           | –                | –                | –              | –             | –             | –             | –             |         |         |         |         |         |         |         |         |
| Julia Tervahartiala | 15           | 12           | 29           | 25           | –               | –               | –                | –                | –            | –            | –             | –             | 19          | 17          | –                | –                | 28             | –             | –             | –             | –             |         |         |         |         |         |         |         |         |
| Alva Thors | –            | –            | 32           | 34           | –               | –               | –                | –                | –            | –            | –             | –             | –           | –           | –                | –                | –              | –             | –             | –             | –             |         |         |         |         |         |         |         |         |
| Julia Äikiä | –            | –            | 30           | 33           | –               | –               | –                | –                | –            | –            | –             | –             | –           | –           | –                | –                | –              | –             | –             | –             | –             |         |         |         |         |         |         |         |         |
| Francja |              |              |              |              |                 |                 |                  |                  |              |              |               |               |             |             |                  |                  |                |               |               |               |               |         |         |         |         |         |         |         |         |
| Océane Avocat Gros | –            | –            | –            | –            | 8               | 7               | –                | –                | –            | –            | –             | –             | –           | –           | –                | –                | –              | –             | –             | –             | –             |         |         |         |         |         |         |         |         |
| Léna Brocard | –            | –            | –            | –            | dns             | –               | –                | –                | –            | –            | –             | –             | –           | –           | –                | –                | –              | –             | –             | –             | –             |         |         |         |         |         |         |         |         |
| Emma Chervet | –            | –            | –            | –            | 13              | 12              | –                | –                | –            | –            | –             | –             | –           | –           | 1                | 1                | –              | –             | –             | –             | –             |         |         |         |         |         |         |         |         |
| Julia Clair | –            | –            | –            | –            | 2               | 1               | –                | –                | –            | –            | –             | –             | –           | –           | –                | –                | –              | –             | –             | –             | –             |         |         |         |         |         |         |         |         |
| Maela Didier | –            | –            | –            | –            | 23              | 24              | –                | –                | –            | –            | –             | –             | –           | –           | –                | –                | –              | –             | –             | –             | –             |         |         |         |         |         |         |         |         |
| Oriane Didier | –            | –            | –            | –            | 20              | 21              | –                | –                | –            | –            | –             | –             | –           | –           | –                | –                | –              | –             | –             | –             | –             |         |         |         |         |         |         |         |         |
| Lexane Durand Poudret | –            | –            | –            | –            | 5               | 8               | –                | –                | –            | –            | –             | –             | –           | –           | 13               | 5                | –              | –             | –             | –             | –             |         |         |         |         |         |         |         |         |
| Justine Mengin | –            | –            | –            | –            | 21              | 22              | –                | –                | –            | –            | –             | –             | –           | –           | –                | –                | –              | –             | –             | –             | –             |         |         |         |         |         |         |         |         |
| Joséphine Pagnier | –            | –            | –            | –            | 1               | 3               | –                | –                | –            | –            | –             | –             | –           | –           | –                | –                | –              | –             | –             | –             | –             |         |         |         |         |         |         |         |         |
| Emma Rougeron | –            | –            | –            | –            | 7               | 6               | –                | –                | –            | –            | –             | –             | –           | –           | 14               | 15               | –              | –             | –             | –             | –             |         |         |         |         |         |         |         |         |
| Lilou Zepchi | –            | –            | –            | –            | 11              | 11              | –                | –                | –            | –            | –             | –             | –           | –           | 9                | 8                | –              | –             | –             | –             | –             |         |         |         |         |         |         |         |         |
| Japonia |              |              |              |              |                 |                 |                  |                  |              |              |               |               |             |             |                  |                  |                |               |               |               |               |         |         |         |         |         |         |         |         |
| Kurumi Ichinohe | –            | –            | 4            | 5            | –               | –               | –                | –                | –            | –            | –             | –             | –           | –           | –                | –                | –              | –             | –             | –             | –             |         |         |         |         |         |         |         |         |
| Ringo Miyajima | –            | –            | –            | –            | –               | –               | –                | –                | –            | –            | –             | –             | –           | –           | –                | –                | –              | 25            | 27            | –             | –             |         |         |         |         |         |         |         |         |
| Nagomi Nakayama | –            | –            | –            | –            | –               | –               | –                | –                | –            | –            | –             | –             | –           | –           | –                | –                | –              | 5             | 2             | –             | –             |         |         |         |         |         |         |         |         |
| Kaede Narita | –            | –            | 12           | 20           | –               | –               | –                | –                | –            | –            | –             | –             | –           | –           | –                | –                | –              | –             | –             | –             | –             |         |         |         |         |         |         |         |         |
| Yūka Setō | –            | –            | –            | –            | 3               | 2               | –                | –                | –            | –            | –             | –             | –           | –           | –                | –                | –              | –             | –             | –             | –             |         |         |         |         |         |         |         |         |
| Hina Tsushida | –            | –            | –            | –            | –               | –               | –                | –                | –            | –            | –             | –             | –           | –           | –                | –                | –              | 13            | 16            | –             | –             |         |         |         |         |         |         |         |         |
| Kazachstan |              |              |              |              |                 |                 |                  |                  |              |              |               |               |             |             |                  |                  |                |               |               |               |               |         |         |         |         |         |         |         |         |
| Wieronika Szyszkina | –            | –            | –            | –            | –               | –               | –                | –                | –            | –            | –             | –             | –           | –           | –                | –                | –              | –             | –             | 11            | 9             |         |         |         |         |         |         |         |         |
| Korea Południowa |              |              |              |              |                 |                 |                  |                  |              |              |               |               |             |             |                  |                  |                |               |               |               |               |         |         |         |         |         |         |         |         |
| Park Guy-lim | –            | –            | 22           | 24           | –               | –               | –                | –                | –            | –            | –             | –             | –           | –           | –                | –                | –              | –             | –             | –             | –             |         |         |         |         |         |         |         |         |
| Liechtenstein |              |              |              |              |                 |                 |                  |                  |              |              |               |               |             |             |                  |                  |                |               |               |               |               |         |         |         |         |         |         |         |         |
| Alina Büchel | –            | –            | –            | –            | –               | –               | –                | –                | –            | –            | 30            | 31            | –           | –           | 15               | 14               | –              | dns           | –             | –             | –             |         |         |         |         |         |         |         |         |
| Niemcy |              |              |              |              |                 |                 |                  |                  |              |              |               |               |             |             |                  |                  |                |               |               |               |               |         |         |         |         |         |         |         |         |
| Lia Böhme | –            | –            | –            | –            | –               | –               | 9                | 11               | 35           | 28           | 14            | 12            | –           | –           | 4                | 9                | 31             | 23            | 17            | –             | –             |         |         |         |         |         |         |         |         |
| Christina Feicht | –            | –            | –            | –            | –               | –               | –                | –                | –            | –            | –             | –             | –           | –           | –                | –                | 16             | –             | –             | –             | –             |         |         |         |         |         |         |         |         |
| Michelle Göbel | –            | –            | –            | –            | –               | –               | 4                | 6                | 18           | 10           | –             | –             | –           | –           | –                | –                | 9              | –             | –             | –             | –             |         |         |         |         |         |         |         |         |
| Alvine Holz | –            | –            | –            | –            | –               | –               | –                | –                | –            | –            | –             | –             | –           | –           | –                | –                | –              | –             | –             | 13            | 13            |         |         |         |         |         |         |         |         |
| Pia Lilian Kübler | –            | –            | –            | –            | –               | –               | 7                | 8                | 16           | 12           | 5             | 6             | –           | –           | –                | –                | 12             | 30            | 15            | –             | –             |         |         |         |         |         |         |         |         |
| Josephin Laue | –            | –            | –            | –            | –               | –               | 3                | 3                | 12           | 8            | 23            | 15            | –           | –           | –                | –                | 8              | –             | –             | –             | –             |         |         |         |         |         |         |         |         |
| Klara Lebelt | –            | –            | –            | –            | –               | –               | –                | –                | –            | –            | –             | –             | –           | –           | –                | –                | 27             | –             | –             | 12            | 7             |         |         |         |         |         |         |         |         |
| Anna-Fay Scharfenberg | –            | –            | –            | –            | –               | –               | –                | –                | –            | –            | dsq           | 14            | –           | –           | 6                | 3                | 24             | –             | –             | –             | –             |         |         |         |         |         |         |         |         |
| Maike Tyralla | –            | –            | –            | –            | –               | –               | –                | –                | –            | –            | –             | –             | –           | –           | –                | –                | 18             | 22            | 22            | dns           | –             |         |         |         |         |         |         |         |         |
| Norwegia |              |              |              |              |                 |                 |                  |                  |              |              |               |               |             |             |                  |                  |                |               |               |               |               |         |         |         |         |         |         |         |         |
| Marie Liane | –            | –            | –            | –            | 17              | 18              | –                | –                | –            | –            | –             | –             | –           | –           | –                | –                | –              | –             | –             | –             | –             |         |         |         |         |         |         |         |         |
| Josefine Løken | –            | –            | –            | –            | –               | –               | –                | –                | –            | –            | –             | –             | 23          | 23          | –                | –                | –              | –             | –             | –             | –             |         |         |         |         |         |         |         |         |
| Nora Midtsundstad | –            | –            | –            | –            | 15              | 15              | –                | –                | –            | –            | –             | –             | –           | –           | –                | –                | –              | –             | –             | –             | –             |         |         |         |         |         |         |         |         |
| Karoline Røstad | –            | –            | –            | –            | –               | –               | –                | –                | –            | –            | –             | –             | 13          | 14          | –                | –                | –              | –             | –             | –             | –             |         |         |         |         |         |         |         |         |
| Polska |              |              |              |              |                 |                 |                  |                  |              |              |               |               |             |             |                  |                  |                |               |               |               |               |         |         |         |         |         |         |         |         |
| Pola Bełtowska | 16           | 18           | 25           | 29           | –               | –               | –                | –                | –            | –            | –             | –             | –           | –           | –                | –                | 33             | –             | –             | –             | –             |         |         |         |         |         |         |         |         |
| Paulina Cieślar | 20           | 15           | –            | –            | –               | –               | –                | –                | –            | –            | –             | –             | –           | –           | –                | –                | dns            | –             | –             | –             | –             |         |         |         |         |         |         |         |         |
| Kamila Karpiel | –            | –            | 16           | 9            | –               | –               | –                | –                | –            | –            | –             | –             | –           | –           | –                | –                | 23             | –             | –             | 8             | 6             |         |         |         |         |         |         |         |         |
| Joanna Kil | –            | –            | –            | –            | –               | –               | –                | –                | –            | –            | –             | –             | –           | –           | –                | –                | dns            | –             | –             | –             | –             |         |         |         |         |         |         |         |         |
| Zuzanna Rapacz | –            | –            | –            | –            | –               | –               | –                | –                | –            | –            | –             | –             | –           | –           | –                | –                | 42             | –             | –             | –             | –             |         |         |         |         |         |         |         |         |
| Natalia Słowik | 14           | 17           | 23           | 31           | –               | –               | –                | –                | –            | –            | –             | –             | –           | –           | –                | –                | 32             | –             | –             | –             | –             |         |         |         |         |         |         |         |         |
| Joanna Szwab | –            | –            | –            | –            | –               | –               | –                | –                | –            | –            | –             | –             | –           | –           | –                | –                | 34             | –             | –             | 10            | 11            |         |         |         |         |         |         |         |         |
| Sara Tajner | 18           | 19           | –            | –            | –               | –               | –                | –                | –            | –            | –             | –             | –           | –           | –                | –                | 41             | –             | –             | –             | –             |         |         |         |         |         |         |         |         |
| Anna Twardosz | –            | –            | –            | –            | –               | –               | –                | –                | –            | –            | –             | –             | –           | –           | –                | –                | 14             | –             | –             | 5             | 1             |         |         |         |         |         |         |         |         |
| Rosja |              |              |              |              |                 |                 |                  |                  |              |              |               |               |             |             |                  |                  |                |               |               |               |               |         |         |         |         |         |         |         |         |
| Irina Awwakumowa | –            | –            | –            | –            | –               | –               | –                | –                | –            | –            | –             | –             | 1           | 1           | –                | –                | –              | 1             | 1             | –             | –             |         |         |         |         |         |         |         |         |
| Alina Borodina | –            | –            | –            | –            | –               | –               | –                | –                | –            | –            | –             | –             | 16          | 18          | –                | –                | –              | –             | –             | –             | –             |         |         |         |         |         |         |         |         |
| Marija Jakowlewa | 1            | 1            | dns          | dns          | –               | –               | –                | –                | –            | –            | –             | –             | dns         | –           | –                | –                | –              | –             | –             | –             | –             |         |         |         |         |         |         |         |         |
| Aleksandra Kustowa | –            | –            | –            | –            | –               | –               | –                | –                | –            | –            | –             | –             | 3           | 2           | –                | –                | –              | 8             | 4             | –             | –             |         |         |         |         |         |         |         |         |
| Irma Machinia | –            | –            | –            | –            | –               | –               | –                | –                | –            | –            | –             | –             | 2           | 6           | –                | –                | –              | 4             | 3             | –             | –             |         |         |         |         |         |         |         |         |
| Jelizawieta Mochowa | 9            | 5            | 21           | 21           | –               | –               | –                | –                | –            | –            | –             | –             | –           | –           | –                | –                | –              | –             | –             | –             | –             |         |         |         |         |         |         |         |         |
| Ksienija Piskunowa | –            | –            | –            | –            | –               | –               | –                | –                | –            | –            | –             | –             | –           | –           | 3                | 13               | –              | –             | –             | –             | –             |         |         |         |         |         |         |         |         |
| Kristina Prokopjewa | –            | –            | –            | –            | –               | –               | –                | –                | –            | –            | –             | –             | 7           | 7           | –                | –                | –              | 10            | 12            | –             | –             |         |         |         |         |         |         |         |         |
| Anastasija Subbotina | 11           | 10           | 8            | 10           | –               | –               | –                | –                | –            | –            | –             | –             | 12          | 12          | –                | –                | –              | –             | –             | –             | –             |         |         |         |         |         |         |         |         |
| Anna Szpyniowa | –            | –            | –            | –            | –               | –               | –                | –                | –            | –            | –             | –             | 6           | 8           | –                | –                | –              | –             | –             | –             | –             |         |         |         |         |         |         |         |         |
| Sofja Tichonowa | –            | –            | –            | –            | –               | –               | –                | –                | –            | –            | –             | –             | 5           | 3           | –                | –                | –              | 17            | 8             | –             | –             |         |         |         |         |         |         |         |         |
| Diana Toropczenowa | 17           | 14           | 24           | 27           | –               | –               | –                | –                | –            | –            | –             | –             | –           | –           | –                | –                | –              | 32            | 26            | –             | –             |         |         |         |         |         |         |         |         |
| Rumunia |              |              |              |              |                 |                 |                  |                  |              |              |               |               |             |             |                  |                  |                |               |               |               |               |         |         |         |         |         |         |         |         |
| Daria Chindriș | 19           | 20           | –            | –            | –               | –               | –                | –                | –            | –            | –             | –             | –           | –           | –                | –                | 44             | 37            | dsq           | –             | –             |         |         |         |         |         |         |         |         |
| Delia Folea | –            | –            | –            | –            | –               | –               | –                | –                | –            | –            | –             | –             | –           | –           | –                | –                | 21             | –             | –             | –             | –             |         |         |         |         |         |         |         |         |
| Alessia Mîțu-Coșca | –            | –            | –            | –            | –               | –               | –                | –                | –            | –            | –             | –             | –           | –           | –                | –                | 40             | –             | –             | –             | –             |         |         |         |         |         |         |         |         |
| Diana Trâmbițaș | 13           | 13           | 20           | 23           | –               | –               | –                | –                | –            | –            | –             | –             | –           | –           | –                | –                | 25             | –             | –             | –             | –             |         |         |         |         |         |         |         |         |
| Słowacja |              |              |              |              |                 |                 |                  |                  |              |              |               |               |             |             |                  |                  |                |               |               |               |               |         |         |         |         |         |         |         |         |
| Tamara Mesíková | –            | –            | 19           | 22           | –               | –               | –                | –                | –            | –            | –             | –             | –           | –           | –                | –                | 30             | –             | –             | –             | –             |         |         |         |         |         |         |         |         |
| Słowenia |              |              |              |              |                 |                 |                  |                  |              |              |               |               |             |             |                  |                  |                |               |               |               |               |         |         |         |         |         |         |         |         |
| Taja Bodlaj | –            | –            | –            | –            | –               | –               | –                | –                | 9            | 15           | 19            | 19            | –           | –           | –                | –                | 2              | 3             | 6             | –             | –             |         |         |         |         |         |         |         |         |
| Jerneja Brecl | –            | –            | –            | –            | –               | –               | –                | –                | 3            | –            | –             | –             | –           | –           | –                | –                | –              | –             | –             | –             | –             |         |         |         |         |         |         |         |         |
| Ana Jereb | –            | –            | –            | –            | –               | –               | –                | –                | 20           | 13           | 25            | 20            | –           | –           | –                | –                | –              | 34            | 29            | –             | –             |         |         |         |         |         |         |         |         |
| Jerica Jesenko | –            | –            | –            | –            | –               | –               | –                | –                | 32           | 7            | 24            | 18            | –           | –           | –                | –                | 17             | 27            | 24            | –             | –             |         |         |         |         |         |         |         |         |
| Katra Komar | –            | –            | –            | –            | –               | –               | –                | –                | 7            | –            | –             | –             | –           | –           | –                | –                | 5              | 6             | 9             | –             | –             |         |         |         |         |         |         |         |         |
| Tinkara Komar | –            | –            | –            | –            | –               | –               | –                | –                | 13           | 6            | 16            | 21            | –           | –           | –                | –                | –              | 26            | 33            | –             | –             |         |         |         |         |         |         |         |         |
| Taja Košir | –            | –            | –            | –            | –               | –               | –                | –                | 40           | 31           | –             | –             | –           | –           | –                | –                | –              | –             | –             | –             | –             |         |         |         |         |         |         |         |         |
| Maja Kovačič | –            | –            | –            | –            | –               | –               | –                | –                | 21           | 27           | 29            | 22            | –           | –           | –                | –                | –              | 29            | 30            | –             | –             |         |         |         |         |         |         |         |         |
| Nika Krašovic | –            | –            | –            | –            | –               | –               | –                | –                | 27           | 26           | –             | –             | –           | –           | –                | –                | 35             | –             | –             | –             | –             |         |         |         |         |         |         |         |         |
| Nika Križnar | –            | –            | –            | –            | –               | –               | –                | –                | 1            | –            | –             | –             | –           | –           | –                | –                | –              | –             | –             | –             | –             |         |         |         |         |         |         |         |         |
| Lara Logar | –            | –            | –            | –            | –               | –               | –                | –                | 19           | 22           | 12            | 9             | –           | –           | –                | –                | –              | 21            | 21            | –             | –             |         |         |         |         |         |         |         |         |
| Katja Markuta | –            | –            | –            | –            | –               | –               | –                | –                | 17           | 14           | 17            | 16            | –           | –           | –                | –                | –              | 31            | 35            | –             | –             |         |         |         |         |         |         |         |         |
| Pia Mazi | –            | –            | –            | –            | –               | –               | –                | –                | 36           | 36           | –             | –             | –           | –           | –                | –                | –              | –             | –             | –             | –             |         |         |         |         |         |         |         |         |
| Katarina Pirnovar | –            | –            | –            | –            | –               | –               | –                | –                | 39           | 32           | –             | –             | –           | –           | –                | –                | 19             | –             | –             | –             | –             |         |         |         |         |         |         |         |         |
| Nika Prevc | –            | –            | –            | –            | –               | –               | –                | –                | 6            | 4            | 1             | 7             | –           | –           | –                | –                | –              | –             | –             | –             | –             |         |         |         |         |         |         |         |         |
| Jerneja Repinc Zupančič | –            | –            | –            | –            | –               | –               | –                | –                | 8            | 3            | 3             | 4             | –           | –           | –                | –                | 6              | –             | –             | –             | –             |         |         |         |         |         |         |         |         |
| Špela Rogelj | –            | –            | –            | –            | –               | –               | –                | –                | 2            | –            | –             | –             | –           | –           | –                | –                | –              | –             | –             | –             | –             |         |         |         |         |         |         |         |         |
| Nika Vetrih | –            | –            | –            | –            | –               | –               | –                | –                | 10           | 20           | 20            | 16            | –           | –           | –                | –                | 11             | –             | –             | –             | –             |         |         |         |         |         |         |         |         |
| Urša Vidmar | –            | –            | –            | –            | –               | –               | –                | –                | 24           | 11           | –             | –             | –           | –           | –                | –                | –              | –             | –             | –             | –             |         |         |         |         |         |         |         |         |
| Maja Vtič | –            | –            | –            | –            | –               | –               | –                | –                | –            | –            | –             | –             | –           | –           | –                | –                | 4              | –             | –             | –             | –             |         |         |         |         |         |         |         |         |
| Stany Zjednoczone |              |              |              |              |                 |                 |                  |                  |              |              |               |               |             |             |                  |                  |                |               |               |               |               |         |         |         |         |         |         |         |         |
| Annika Belshaw | –            | –            | –            | –            | 6               | 9               | 10               | 9                | –            | –            | –             | –             | –           | –           | –                | –                | –              | 11            | 25            | 2             | 2             |         |         |         |         |         |         |         |         |
| Rachael Haerter | –            | –            | –            | –            | 19              | 19              | 20               | 20               | 43           | 38           | –             | –             | –           | –           | –                | –                | –              | –             | –             | –             | –             |         |         |         |         |         |         |         |         |
| Estella Hassrick | –            | –            | –            | –            | 24              | 23              | 20               | 19               | 42           | 39           | –             | –             | –           | –           | –                | –                | –              | –             | –             | –             | –             |         |         |         |         |         |         |         |         |
| Anna Hoffmann | –            | –            | –            | –            | –               | –               | –                | –                | –            | –            | –             | –             | –           | –           | –                | –                | –              | 24            | 28            | 1             | 5             |         |         |         |         |         |         |         |         |
| Josie Johnson | –            | –            | –            | –            | 18              | 16              | 17               | 16               | 41           | 37           | –             | –             | –           | –           | –                | –                | –              | 33            | 32            | 6             | 8             |         |         |         |         |         |         |         |         |
| Paige Jones | –            | –            | –            | –            | –               | –               | –                | –                | –            | –            | –             | –             | –           | –           | –                | –                | –              | 16            | 23            | 4             | 3             |         |         |         |         |         |         |         |         |
| Cara Larson | –            | –            | –            | –            | 12              | 14              | 15               | 17               | 37           | 35           | –             | –             | –           | –           | –                | –                | –              | 36            | 36            | 15            | 15            |         |         |         |         |         |         |         |         |
| Nina Lussi | –            | –            | –            | –            | 4               | 10              | –                | –                | –            | –            | –             | –             | –           | –           | –                | –                | –              | –             | –             | –             | –             |         |         |         |         |         |         |         |         |
| Samantha Macuga | –            | –            | –            | –            | 16              | 17              | 18               | 18               | 38           | 34           | –             | –             | –           | –           | –                | –                | –              | 35            | 34            | 14            | 14            |         |         |         |         |         |         |         |         |
| Macey Olden | –            | –            | –            | –            | 22              | 20              | 22               | 22               | 44           | dsq          | –             | –             | –           | –           | –                | –                | –              | –             | –             | –             | –             |         |         |         |         |         |         |         |         |
| Logan Sankey | –            | –            | –            | –            | –               | –               | –                | –                | –            | –            | –             | –             | –           | –           | –                | –                | –              | 15            | 18            | –             | –             |         |         |         |         |         |         |         |         |
| Szwajcaria |              |              |              |              |                 |                 |                  |                  |              |              |               |               |             |             |                  |                  |                |               |               |               |               |         |         |         |         |         |         |         |         |
| Sina Arnet | –            | –            | 14           | 14           | –               | –               | 1                | 1                | –            | –            | –             | –             | –           | –           | 8                | 2                | 10             | –             | –             | 2             | 3             |         |         |         |         |         |         |         |         |
| Rea Kindlimann | –            | –            | 18           | 17           | –               | –               | 11               | 4                | –            | –            | –             | –             | –           | –           | 5                | 10               | –              | –             | –             | –             | –             |         |         |         |         |         |         |         |         |
| Emely Torazza | –            | –            | 13           | 16           | –               | –               | 5                | 5                | –            | –            | –             | –             | –           | –           | 10               | 4                | 25             | –             | –             | 8             | 10            |         |         |         |         |         |         |         |         |
| Szwecja |              |              |              |              |                 |                 |                  |                  |              |              |               |               |             |             |                  |                  |                |               |               |               |               |         |         |         |         |         |         |         |         |
| Astrid Norstedt | –            | –            | 31           | 19           | –               | –               | –                | –                | –            | –            | –             | –             | 17          | 10          | –                | –                | –              | 28            | 31            | –             | –             |         |         |         |         |         |         |         |         |
| Frida Westman | –            | –            | –            | –            | –               | –               | –                | –                | –            | –            | –             | –             | 4           | 5           | –                | –                | –              | –             | –             | –             | –             |         |         |         |         |         |         |         |         |
| Ukraina |              |              |              |              |                 |                 |                  |                  |              |              |               |               |             |             |                  |                  |                |               |               |               |               |         |         |         |         |         |         |         |         |
| Tetiana Pyłypczuk | –            | –            | –            | –            | –               | –               | –                | –                | –            | –            | –             | –             | –           | –           | –                | –                | –              | –             | –             | 7             | 12            |         |         |         |         |         |         |         |         |
| Włochy |              |              |              |              |                 |                 |                  |                  |              |              |               |               |             |             |                  |                  |                |               |               |               |               |         |         |         |         |         |         |         |         |
| Martina Ambrosi | –            | –            | –            | –            | 9               | 4               | 8                | 10               | 22           | 24           | 28            | 25            | 18          | 19          | 2                | 6                | 38             | 20            | 20            | –             | –             |         |         |         |         |         |         |         |         |
| Camilla Henni Comazzi | –            | –            | –            | –            | 10              | 5               | 6                | 7                | 30           | 21           | –             | –             | 20          | 16          | –                | –                | –              | –             | –             | –             | –             |         |         |         |         |         |         |         |         |
| Jessica Malsiner | –            | –            | –            | –            | –               | –               | –                | –                | –            | –            | 6             | 5             | 10          | 11          | –                | –                | –              | 14            | 11            | –             | –             |         |         |         |         |         |         |         |         |
| Lara Malsiner | –            | –            | –            | –            | –               | –               | –                | –                | –            | –            | 2             | 1             | 8           | 9           | –                | –                | 3              | 2             | 5             | –             | –             |         |         |         |         |         |         |         |         |
| Asia Marcato | –            | –            | –            | –            | –               | –               | 19               | 12               | 25           | 29           | –             | –             | 22          | 20          | 12               | 11               | –              | –             | –             | –             | –             |         |         |         |         |         |         |         |         |
| Noelia Vuerich | –            | –            | –            | –            | 14              | 13              | 14               | 15               | 32           | 30           | 27            | 30            | 21          | 22          | 11               | 12               | 29             | –             | –             | –             | –             |         |         |         |         |         |         |         |         |
| Martina Zanitzer | –            | –            | –            | –            | –               | –               | 12               | 14               | –            | –            | –             | –             | 11          | 21          | 7                | 7                | 22             | –             | –             | –             | –             |         |         |         |         |         |         |         |         |
| Legenda |              |              |              |              |                 |                 |                  |                  |              |              |               |               |             |             |                  |                  |                |               |               |               |               |         |         |         |         |         |         |         |         |
| 1-3 4-30 poniżej 30 dns – Zawodniczka zgłoszona nie wystartowała w konkursie. dsq – Zawodniczka została zdyskwalifikowana w konkursie - – Zawodniczka nie została zgłoszona do konkursu. |              |              |              |              |                 |                 |                  |                  |              |              |               |               |             |             |                  |                  |                |               |               |               |               |         |         |         |         |         |         |         |         |

## Klasyfikacja generalna
Stan po zakończeniu sezonu 2021/2022
| Miejsce | Zawodniczka             | Występy | Punkty |
| ------- | ----------------------- | ------- | ------ |
| 1.      | Sina Arnet              | 9       | 514    |
| 2.      | Julia Mühlbacher        | 9       | 451    |
| 3.      | Lara Malsiner           | 7       | 426    |
| 4.      | Irina Awwakumowa        | 4       | 400    |
| 5.      | Hannah Wiegele          | 7       | 376    |
| 6.      | Peng Qingyue            | 8       | 373    |
| 7.      | Martina Ambrosi         | 15      | 329    |
| 8.      | Annika Belshaw          | 8       | 314    |
| 9.      | Dong Bing               | 6       | 305    |
| 10.     | Shao Birun              | 8       | 277    |
| 11.     | Emely Torazza           | 9       | 265    |
| 12.     | Taja Bodlaj             | 7       | 249    |
| 13.     | Emma Chervet            | 4       | 242    |
| 13.     | Jerneja Repinc Zupančič | 5       | 242    |
| 15.     | Josephin Laue           | 7       | 230    |
| 15.     | Irma Machinia           | 4       | 230    |
| 17.     | Pia Lilian Kübler       | 9       | 229    |
| 18.     | Wang Liangyao           | 6       | 227    |
| 19.     | Nika Prevc              | 4       | 226    |
| 20.     | Aleksandra Kustowa      | 4       | 222    |
| ...     |                         |         |        |